# Grâce (droit français)
Pour les articles homonymes, voir Grâce.
La grâce présidentielle est, en droit français, une suppression ou une réduction de sanction pénale accordée par le président de la République. La condamnation reste néanmoins inscrite au casier judiciaire et diffère ainsi de l'amnistie, qui est étymologiquement un « oubli ». La grâce est fondée sur l'article 17 de la Constitution. Depuis 2008, la grâce présidentielle est individuelle.

## Histoire

### Sous l'Ancien Régime
Le pouvoir de suspendre ou de modérer les peines associées à une décision de justice en dernier ressort appartenait sous l'Ancien Régime aux rois de France. À partir du XIVe siècle, les lettres de justice (en particulier, les lettres de rémission) sont utilisées par le roi pour arrêter une procédure de justice, ou pardonner une condamnation. 
Apparues sous le règne de Philippe VI de Valois, initialement réservées aux nobles, les grâces royales deviennent accessibles au reste de la population à partir de l'accession au trône de Jean II le Bon, qui gracie 200 condamnés par an. Selon Claude Gauvard, les grâces à cette époque peuvent être pour le roi un acte politique (pour s'assurer de la fidélité de certains vassaux sous influence anglaise, par exemple), ou elles peuvent résulter de la connivence du roi avec certains sujets, en particulier lors des cas d'homicides commis en vengeance d'un adultère. Les rois peuvent aussi pardonner à de simples sujets qui lui en feraient la supplique, en particulier à l'occasion de fêtes religieuses importantes.
Quelques grâces sont restées célèbres. En 1605, le roi Henri IV commue les peines de mort du comte d'Auvergne et de François de Balzac d'Entragues, pris dans une conspiration, en prison à vie. Dix ans plus tard, le jeune roi Louis XIII les gracie complètement. En 1713 pendant la guerre des Cévennes, Louis XIV gracie 136 protestants condamnés aux galères. Ils sont ensuite envoyés en exil en Angleterre. 
C'est à ce titre que le droit de grâce est perçu positivement par Montesquieu, qui, dans De l'esprit des lois (livre VI), écrit : « c'est un grand ressort des gouvernements modérés que les lettres de grâce. Ce pouvoir que le Prince a de pardonner, exécuté avec sagesse, peut avoir d’admirables effets ».

### De la Révolution à l'Empire
Durant la Révolution française, le droit de grâce est vu par les révolutionnaires comme une dérogation à la loi pénale votée par les représentants de la Nation. Il est donc aboli en 1791. La Constitution française du 3 septembre 1791 précise par ailleurs que « le Pouvoir judiciaire ne peut, en aucun cas, être exercé par le Corps législatif ni par le Roi ». 
Le droit de grâce accordé au chef de l'Etat est toutefois réintroduit sous le Consulat. Le Sénatus-consulte organique du 16 thermidor an X en effet consacre son dernier article (art. 86) au droit de grâce. Il dispose : « le Premier consul a droit de faire grâce ». Toutefois, ce droit de grâce doit faire l'objet d'une consultation : « Il l'exerce après avoir entendu, dans un conseil privé, le grand-juge, deux ministres, deux sénateurs, deux conseillers d’État et deux juges du Tribunal de cassation ».

### De la Restauration à la monarchie de Juillet
Sous la Restauration, le droit de grâce est, à travers la Charte constitutionnelle de 1814, conciliée avec une séparation des pouvoirs, quoiqu'elle soit souple. L'article 67 de la Charte dispose que « le Roi a le droit de faire grâce, et celui de commuer les peines ». Cela est ensuite réaffirmé sous la monarchie de Juillet, dans l'article 58 de la Charte constitutionnelle de 1830 : « le roi a le droit de faire grâce et celui de commuer les peines ».
Sur 2 277 condamnations à mort durant la monarchie de Juillet, Louis-Philippe « fit miséricorde » à 1 609 sentences. 668 condamnés sont exécutés. Furent notamment commués les auteurs des attentats contre la sûreté de l'État, les responsables des réveils de la chouannerie, ceux ayant tentés d'assassiner le roi (Meunier en 1836, Quénisset, Colombier, Brazier en 1841) ainsi que les déserteurs.

### Sous la Deuxième République
La Constitution française du 4 novembre 1848, qui fonde la Deuxième République, prévoit également un pouvoir de grâce pour le président de la République. L'article 55 dispose : « Il a le droit de faire grâce, mais il ne peut exercer ce droit qu'après avoir pris l'avis du Conseil d’État ». Afin d'éviter toute dérive personnelle et des conflits d'intérêts, l'article précise que « le président de la République, les ministres, ainsi que toutes autres personnes condamnées par la Haute Cour de justice, ne peuvent être graciés que par l'Assemblée nationale ».

### Sous le Second Empire
Le Second Empire se fonde sur la Constitution française de 1852. Elle donne des pouvoirs importants au président de la République devenu empereur, Louis Napoléon Bonaparte. L'article 9 de la Constitution dispose simplement : « Il [le président] a le droit de faire grâce ». Cela confère à l'empereur un rôle important dans le système judiciaire.
Napoléon III gracie 4 257 personnes à la suite du coup d'État du 2 décembre 1851. Le droit de grâce est utilisé à des fins politiques.

### Sous laIIIeRépublique
Après la Commune de Paris, la loi du 17 juin 1871 indique que le chef du pouvoir exécutif, le président du Conseil, a le droit de commuer une peine, après avis de la commission des grâces. Cette dernière est instituée par l'Assemblée nationale élue en 1871, composée de députés de province, et siège jusqu'en mars 1876. Sur 85 condamnations à la peine de mort liées à la Commune, et après traitement de la commission des grâces, seules 23 personnes furent fusillées.
La loi constitutionnelle du 25 février 1875, qui est l'un des textes posant les bases de la Troisième République, donne des pouvoirs importants au président de la République, quoique ceux-ci ne seront pas toujours utilisés par les présidents du régime. L'article 3 dispose que « le président de la République […] a le droit de faire grâce ».

### Sous le régime de Vichy
Muni des pleins pouvoirs dans l'État français de Vichy, Philippe Pétain entend doter la France d'un appareil judiciaire fort, rapide et efficace. À cette fin, il met en place différents tribunaux d'exception comme la « cour criminelle spéciale ». Les assises voient leur nombre de membres du jury passer de douze à six. La peine de mort est étendue à un large éventail de forfaits dont certains vols qualifiés. Quant au sort réservé aux meurtrières, Pétain s'interroge « Pourquoi pas les femmes ? ». Il est vrai que depuis 1893, les peines de mort prononcées à l'encontre de femmes bénéficiaient automatiquement de la grâce présidentielle, mais Philippe Pétain n'entend pas souscrire à ce clément usage. De nombreux résistants et prisonniers de droit commun sont ainsi condamnés et exécutés, ainsi que plusieurs femmes, dont Élisabeth Lamouly, la première des cinq à être exécutées après un moratoire d'un demi-siècle sur l'exécution de femmes, ou la faiseuse d'ange, Marie-Louise Giraud, guillotinée en juillet 1943,.

### Sous laIVeRépublique
La Constitution française de 1946, qui fonde la Quatrième République, accorde au président de la République le droit de grâce (art. 35). Toutefois, c'est en tant que président du Conseil supérieur de la magistrature qu'il dispose de ce droit, et non en tant que président. Ce droit de grâce présidentiel avait été combattu par les communistes lors de la rédaction de la constitution. Ainsi, dans la première version du texte, rejeté en mai, le président n'avait pas le droit de grâce, qui aurait été réservé au Conseil supérieur de la magistrature.

### Sous laVeRépublique
La Constitution de la Ve République a rétabli un droit de grâce présidentiel. Il n'est plus lié, comme sous le régime précédent, à la présidence du Conseil supérieur de la magistrature, mais nécessite tout de même le contreseing du Premier ministre et du ministre de la Justice. Le fondement juridique du droit de grâce présidentiel est l'article 17 de la Constitution.
Dans les années 1990, les présidents français ont eu coutume d'accorder des grâces collectives le jour de la fête nationale, sous la forme de remises de peines. Les infractions routières, notamment les contraventions pour stationnement, étaient souvent pardonnées lors de cette grâce. Au fil des années, le champ de cette grâce s'est peu à peu réduit, au gré des affaires qui avaient choqué l'opinion. Ainsi, les condamnées pour terrorisme, trafic de stupéfiants, crimes et délits contre les mineurs, violences contre les forces de l'ordre, les récidivistes devinrent inéligibles. Critiquée par Nicolas Sarkozy lors de l'élection présidentielle de 2007 à l'occasion de laquelle il est élu, la grâce collective est finalement interdite par la réforme constitutionnelle de 2008.

## Procédure actuelle
La grâce doit être demandée par le condamné ou son avocat. Le recours est instruit par la Direction des affaires criminelles et des grâces.
En application de l’article 17 de la Constitution, le décret de grâce doit être contresigné par le Premier ministre et le ministre de la Justice, c'est donc un pouvoir partagé du Président de la République, étant exclu à l'article 19 de la Constitution. Le décret de grâce (grâce totale ou partielle) signé par le Président n'est pas publié. Un communiqué de la Présidence informe le public de la grâce de condamnés célèbres, mais la liste complète des graciés n'est pas nécessairement accessible. La grâce a un effet immédiat ; lorsque la grâce est totale, les condamnés sont libérés sur-le-champ.

## Pratique de la grâce présidentielle

### Troisième République
- Alfred Dreyfus, condamné à dix ans de prison, est gracié par le président Émile Loubet le 19 septembre 1899. Dreyfus aurait hésité à déposer une demande de grâce, car cela équivalait à un aveu de culpabilité, alors qu'il est innocent (voir Affaire Dreyfus). L'ensemble de la procédure judiciaire est annulée en 1906, conduisant à sa réhabilitation.

Armand Fallières, président de 1906 à 1913 et partisan de l'abolition, gracie systématiquement les condamnés à mort dans les premiers temps de son mandat.
- Violette Nozière, condamnée à mort le 12 octobre 1934 pour parricide, peine commuée par Albert Lebrun (il ne s'exécutait plus de femmes en France depuis la fin du XIXe siècle) en travaux forcés à perpétuité le 24 décembre 1934.

### Régime de Vichy
Pétain est plus avare en grâces, il la refuse à cinquante condamnés de droit commun (voir Peine de mort en France).
- Violette Nozière, peine réduite à douze ans de travaux forcés (à compter de son incarcération en 1933), le 6 août 1942.

### Gouvernement provisoire de la République française
- Philippe Pétain, condamné à mort, voit sa peine commuée en perpétuité par  Charles de Gaulle, président du Gouvernement provisoire le 17 août 1945. De Gaulle avait manifesté son intention de lui laisser la vie sauve en septembre 1944.
- Violette Nozière, libérée le 29 aout 1945 (à la suite de sa grâce par Pétain), est graciée par le président de Gaulle qui lève son interdiction de séjour sur le territoire français le 17 novembre. Violette Nozière a donc été graciée trois fois successivement par des chefs d'État différents. Elle est réhabilitée le 13 mars 1963.

### Quatrième République
- Jacques Benoist-Méchin, condamné à mort pour son rôle dans la collaboration, est gracié le 30 juillet 1947 par le président Vincent Auriol.
- Lucien Rebatet et Pierre-Antoine Cousteau, condamnés à mort pour collaboration, voient leurs peines commuées en travaux forcés à perpétuité le 12 avril 1947 par le président Vincent Auriol.

### Cinquième République

#### Charles de Gaulle
- Gaston Dominici, condamné à mort pour le triple meurtre de la famille Drummond, est gracié et libéré le 14 juillet 1960 par le général de Gaulle.
- Plusieurs des auteurs de l'attentat du Petit-Clamart, à l'exception de leur chef.

#### Georges Pompidou
- Paul Touvier, condamné à mort en 1946 et en 1947 pour un des nombreux crimes commis en tant que chef de la Milice lyonnaise, fugitif, fut gracié par le président Georges Pompidou le 23 novembre 1971. Il est tout de même condamné en 1994, pour les mêmes faits requalifiés comme crimes contre l'humanité, à la prison à perpétuité.

#### Valéry Giscard d'Estaing
En 1975, Bruno T., 17 ans, est condamné à la peine de mort pour le meurtre d'une vieille dame ; il s'agit du dernier mineur condamné à mort en France depuis André Vitel en 1939. L'année suivante Bruno T. obtient une grâce présidentielle de la part de Valéry Giscard d'Estaing, transformant la peine capitale en prison à vie,,,.

#### François Mitterrand
François Mitterrand, opposé à la peine de mort, avait promis de commuer en prison à perpétuité les condamnés à mort.
- Philippe Maurice, dernier condamné à mort, gracié le 25 mai 1981, quatre jours après l'accession au pouvoir du nouveau président.
- Luc Tangorre, condamné pour viol, reçoit une grâce partielle à l'issue d'un procès controversé où de nombreux intellectuels de renom soutiennent son innocence. Trois mois après sa libération, il est arrêté puis condamné dans une nouvelle affaire de viol, conduisant les intellectuels à présenter des excuses publiques pour lui avoir apporté leur soutien. Il ne bénéficie plus alors d'une nouvelle grâce.

#### Jacques Chirac
- Omar Raddad, condamné en 1994 pour meurtre, bénéficia de la grâce présidentielle accordée par Jacques Chirac en 1998.
- Maxime Gremetz, député communiste de la Somme, bénéficia d'une grâce individuelle accordé par Jacques Chirac qui lui a permis de retrouver son siège de parlementaire.
- José Bové, porte-parole de la Confédération paysanne, vit sa peine réduite en raison de la grâce générale du 14 juillet 2003, et évita la prison à la suite d'une mesure de clémence individuelle, le 16 juillet 2003.

#### Nicolas Sarkozy
Nicolas Sarkozy avait critiqué la grâce présidentielle en juin 2006 : « Si un jour je devais avoir des responsabilités, l'une des premières choses que je ferais, c'est de supprimer le droit de grâce et l'amnistie ». Il est à l'origine de la loi constitutionnelle du 23 juillet 2008 qui abolit les grâces collectives qui avaient souvent été utilisées le 14 juillet. 
Il gracie 27 condamnés dans un décret pris le 23 décembre 2008, ayant demandé à la ministre de la Justice Rachida Dati de faire des propositions concernant des détenus méritants.
- Jean-Charles Marchiani, préfet du Var, condamné à 4 ans de prison dans une affaire d'abus de biens sociaux et trafic d'influence. Cette grâce suscite une polémique, eu égard aux connivences politiques entre le condamné, proche de Charles Pasqua, et le chef de l'État, et l'on suggère dans la presse que la liste des 27 graciés n'a été établie que dans l'objectif d'y inclure Marchiani, à qui Sarkozy ne voulait pas accorder une grâce complète dès la fin de son procès en avril, se montrant réticent à « rayer d'un trait de plume » une décision de justice[28],[29],[30], mais à qui il avait dit-on promis une grâce partielle lui permettant d'être rapidement libérable. Marchiani était soutenu par les otages du Hezbollah au Liban dont on célébrait les 20 ans de la libération négociée par Marchiani[28]. La fête de Noël était un moment propice pour sa grâce à la fois par sa symbolique, mais aussi par la plus faible attention que le public pourrait accorder à un sujet politique à un moment marqué par les achats de Noël et la préparation de la fête familiale[27].

#### François Hollande
François Hollande, à l'époque Premier secrétaire du Parti socialiste, avait déclaré : « [il n'est] pas normal, dans une démocratie, que l'un d'entre nous, fût-il élu au suffrage universel, puisse disposer de la possibilité de lever une condamnation ».
Élu, il utilise son droit de grâce trois fois.
- Philippe El Shennawy, détenu en France avec le plus d'ancienneté toutes prisons confondues. Braqueur ayant purgé sa peine, il avait été remis en prison après avoir violé une interdiction de séjour à Paris.

- Jacqueline Sauvage, condamnée à dix ans de prison pour le meurtre de son mari violent, seule personne à avoir été graciée deux fois par le même président[32]. Elle est graciée une première fois, uniquement pour sa peine de sûreté, afin de permettre une demande de libération conditionnelle[33]. La décision de ne gracier que la peine de sûreté est jugée habile : elle permet au président de parler de « respect de l'Autorité judiciaire »[4], la durée de la peine restant la même, laissant à l'appareil judiciaire l'organisation de sa libération conditionnelle selon ses procédures. Jacqueline Sauvage est libérable en avril, mais sa libération est refusée en juillet par le tribunal d'application des peines, décision motivée par l'absence de prise de conscience individuelle de la gravité de l'acte commis par la coupable[34].

Dans l'opinion, Jacqueline Sauvage avait rencontré un large soutien ; son comité de soutien, dénonçant les violences faites aux femmes, soutenait que Jacqueline Sauvage avait tué son mari en état de légitime défense. L'argument ayant été rejeté par le tribunal, le débat sur l'élargissement de la légitime défense aux cas de violences prolongées était relancé. Le 24 novembre 2016, la Cour d'appel de Paris confirme la décision du tribunal et rejette la demande. Les filles de Jacqueline Sauvage écrivent alors au président le 2 décembre ; celui-ci saisit le ministre de la Justice le 9, et signe un deuxième décret de grâce le 28. Il s'écoule deux heures entre la publication du communiqué de la décision par la présidence et la sortie effective de prison. Cette fois-ci, le corps judiciaire critique la décision, puisque cette grâce totale était explicitement destinée à renverser une décision rendue par les juges de l'application des peines. Cette décision se plaçant peu avant le début de la campagne électorale pour l'élection présidentielle française de 2017, elle suscite des réactions parmi les candidats, généralement positives mais mesurées, d'autres appelant cependant à la fin complète du droit de grâce.

#### Emmanuel Macron
- Marie-Claire F., ancienne prostituée condamnée en 1988 à la prison à perpétuité pour avoir tué un de ses clients. Considérée comme psychologiquement très fragile et plus ancienne détenue de France, elle vivait depuis 1997 à l'hôpital psychiatrique Guillaume-Régnier de Rennes. Elle bénéficie d'une grâce partielle à compter du 1er juin 2018 ramenant sa peine à 20 ans de détention mais surtout allégeant les conditions de celle-ci et lui permettant des sorties[40],[41].

## Critiques et débats
Au début du XXIe siècle, la grâce présidentielle fait l'objet de débats publics. Elle est parfois qualifiée de « survivance de l'Ancien Régime », ou est renvoyée aux pouvoirs exceptionnels du roi sous l'Ancien Régime absolutiste. La presse utilise ainsi parfois des expressions rappelant l'Ancien Régime, comme « bon plaisir ». Certains intellectuels, comme Robert Redeker, s'y opposent également. La compatibilité du droit de grâce avec le principe de la séparation des pouvoirs est très contestable, il constitue une interférence forte du président dans le domaine judiciaire, bien que limitée par le faible nombre d'affaires concernées. Les juges et les conseillers de probation dénoncent la grâce car contraire à l'individualisation des peines. Cependant, la grâce collective était attendue car permettant de réduire le surpeuplement carcéral.